# Самарцево
Сама́рцево (баш. Самарцев) — деревня в Куюргазинском районе Башкортостана, входит в состав Отрадинского сельсовета. 

## История
По сведениям старожилов-башкир деревню также называли Загляденкой, в которой проживали «хохлы», «… народ был работящий, занимались земледелием, животноводством, огородничеством».
Казачий хутор, основанный в XVIII веке яицким казаком Самарцевым в период строительства укреплений для усмирения башкирских бунтов.

## Население
| 1989 | 2002 | 2009 | 2010 |
| ---- | ---- | ---- | ---- |
| 10   | ↘5   | ↘1   | →1   |

Национальный состав
Согласно переписи 2002 года, преобладающая национальность — русские (100 %).

## Географическое положение
Расстояние до:
- районного центра (Ермолаево): 25 км,
- центра сельсовета (Старая Отрада): 9 км,
- ближайшей ж/д станции (Ермолаево): 26 км.